# La Samaritaine (salle de spectacle)
Pour les articles homonymes, voir La Samaritaine (homonymie) et Samaritain (homonymie).

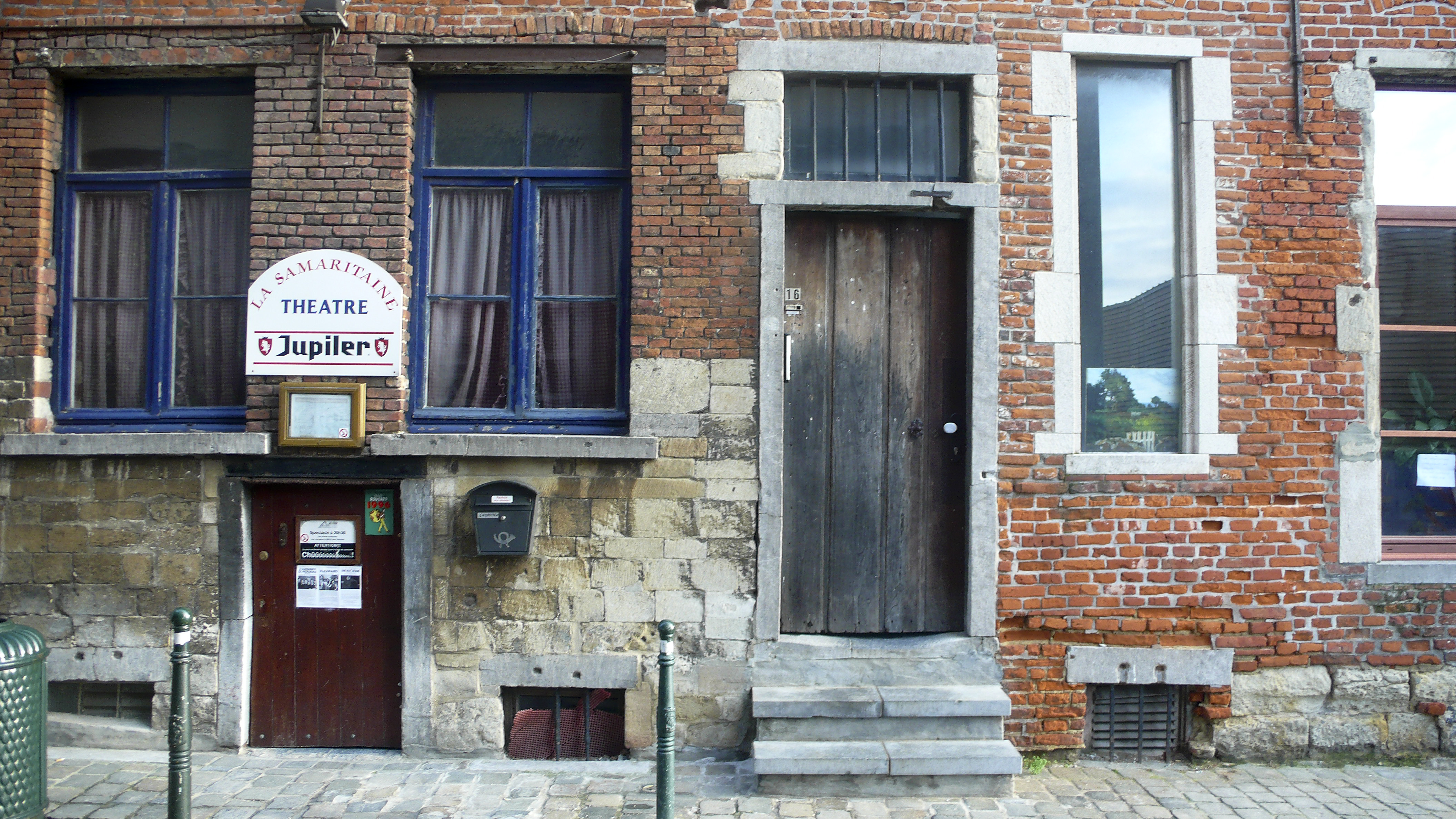
La façade fin 2009

La Samaritaine est un cabaret-théâtre de Bruxelles, situé au 16 rue de la Samaritaine, dans le quartier des Marolles.
Ouvert en 1985 par Huguette Van Dijck, grâce à l'héritage de son compagnon décédé, patron de La Villa Lorraine, La Samaritaine propose des spectacles de chanson, de théâtre et de poésie, autour d'un bar et d'une petite restauration.
Le théâtre La Samaritaine ferme fin 2017 en raison d'un changement de propriétaire du bâtiment qui l'abrite.